# Pirrus I
Pirrus I (en llatí: Pirrus, en grec antic: Πύρρος) va ser patriarca de Constantinoble de l'any 638 al 641, i una segona vegada l'any 654, de gener a juny.
Era seguidor del monotelisme, una doctrina cristològica que havia predicat el seu antecessor Sergi I de Constantinoble i promoguda per l'emperador Heracli. Amb el suport de l'emperador va ser elegit patriarca l'any 638. En els disturbis que van seguir la mort d'Heracli va ser acusat d'atemptar contra la vida del nou emperador Constantí III en connivència amb l'emperadriu Martina que volia afavorir al seu fill Heraclones.
L'exèrcit i el poble es van revoltar i el general Valentí va deposar Pirrus i el va desterrar a l'Àfrica. Una mica després, Martina i Heraclones també van ser deposats i exiliats. Constant II, fill de Constantí III, va ser proclamat nou emperador.
Durant el seu exili a l'Àfrica, l'any 645, Pirrus va tenir una discussió pública amb Màxim el Confessor, publicada amb el nom de Disputatio cum Pyrrho sobre temes de fe. Després de la discussió, Pirrus va abandonar el monotelisme i va viatjar a Roma l'any 647. Des d'allà va anar a Ravenna i després a Constantinoble, on va tornar a defensar el monotelisme. Per aquest motiu el papa Teodor I el va excomunicar, però va aconseguir tornar a ser elegit patriarca de Constantinoble al gener del 654, i ho va ser fins a la seva mort el juny del mateix any. El Tercer Concili de Constantinoble va rebutjar les doctrines monotelistes i va expulsar pòstumament a Pirrus per heretge.